# Rumpler Taube
Rumpler Taube – niemiecki samolot szkolny i rozpoznawczy, jednosilnikowy jednopłat o drewnianej konstrukcji. Budowany od 1910 roku w wytwórni lotniczej Edmund Rumpler Flugzeugwerke jako licencyjna wersja austriackiego samolotu Etrich Taube.

## Historia
W lipcu 1910 nowo założona firma Rumpler otrzymała wyłączną pięcioletnią licencję na produkcję w Niemczech austriackiego udanego samolotu Etrich Taube. Na skutek udanej akcji marketingowej i występu samolotu Etrich Taube na pokazach w Berlinie, już 30 października 1910 niemieckie lotnictwo zamówiło 5 pierwszych samolotów i firma Rumpler zaczęła produkować samoloty Etrich Taube. Po tym, jak we wrześniu 1911 niemiecki sąd patentowy odmówił uznania patentu Etricha w Niemczech i większość niemieckich wytwórni lotniczych zaczęła oferować własne bezlicencyjne kopie Taube, Rumpler odmówił płacenia za licencję i zaczął promować samolot pod nazwą Rumpler Taube, która stała się nawet powszechniejsza od Etrich Taube (doprowadziło to do długoletnich sporów Rumplera z Etrichem). 
Samoloty Rumpler Taube wczesnej produkcji nie różniły się od pierwowzoru Etricha. Stopniowo wprowadzano w nich ulepszenia. W kwietniu 1913 wprowadzono model Taube 3C, z bardziej opływowym nosem kadłuba i uproszczonym podwoziem. Więcej zmian wprowadzono w modelu 4C: kadłub o przekroju prostokątnym, klasyczne usterzenie z ruchomymi powierzchniami oraz lotki (zamiast wyginanych końcówek), zredukowane odrutowanie skrzydeł bez dźwigara pod skrzydłami. 

## Użycie
Samoloty Rumpler były najliczniejszymi samolotami typu Taube w niemieckim lotnictwie wojskowym. Nie licząc lotnictwa marynarki i lotnictwa bawarskiego, niemieckie lotnictwo zakupiło przynajmniej 134 samoloty Taube produkcji Rumpler, lecz liczba ta zapewne była większa o kilkadziesiąt. Większość samolotów jednak uległa zużyciu przed wybuchem I wojny światowej.
Pierwszy Rumpler Taube (nr A.1/11), z silnikiem 50 KM został dostarczony niemieckiemu lotnictwu 22 marca 1911.

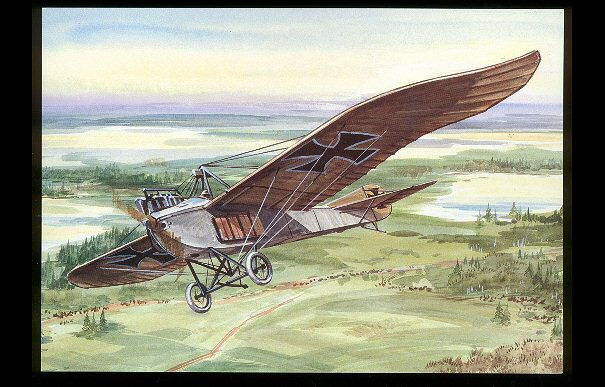
Rumpler Taube 4C

Samoloty Rumpler Taube używane były do szkolenia, a także w początkowym okresie I wojny światowej do rozpoznania i bombardowania. Z wyposażenia jednostek frontowych typ ten znikł do grudnia 1914. 

## Opis konstrukcji
Kadłub samolotu Rumpler Taube miał konstrukcję drewnianą skrzyniową, mieścił w przedniej części silnik rzędowy, w górnej części odkryty, chłodzony cieczą. Nad silnikiem wystawała wyprowadzona do góry rura wydechowa odprowadzająca spaliny ze wszystkich cylindrów. Za silnikiem w kadłubie znajdowały się jedna za drugą dwie kabiny odkryte – pierwsza obserwatora, druga pilota. Z tyłu kadłuba przymocowane było skośne usterzenie klasyczne dzielące się na stateczniki i stery (Taube 4C). Pokrycie kadłuba przy silniku stanowiła blacha aluminiowa, w pozostałej części sklejka i płótno.
Stosowano różne silniki, m.in. 50 KM Austro-Daimler (wczesne), 90 KM NAG, 100 KM Mercedes (podstawowy), 120 KM Austro-Daimler.